# Ursula Kaplony-Heckel
Ursula Kaplony-Heckel (née le 25 mai 1924 ; morte le 21 avril 2021) est une égyptologue allemande.

## Biographie
Après avoir obtenu son doctorat en 1951 à Munich, elle suit des études de démotique avec Wolja Erichsen à Mayence et Copenhague de 1951 à 1953. Elle bénéficie d'une bourse de la Fondation allemande pour la recherche (en allemand, Deutsche Forschungsgemeinschaft, en abrégé DFG) en 1957. Après avoir obtenu son habilitation en 1970 à l'université Louis-et-Maximilien de Munich (en allemand, Ludwig-Maximilians-Universität München, LMU), elle enseigne de 1975 à 1989 en tant que professeur d'égyptologie à l'université de Marbourg.

## Publications
- Studien zum Eigenschaftsverb und Adjektiv im Altägyptischen, Munich, 1951, (OCLC 3893590) (en même temps thèse de doctorat, Munich 1951).
- Die demotischen Tempeleide (= Ägyptologische Abhandlungen, volume 6), Harrassowitz, Wiesbaden, 1963.
  - Partie 1 : texte, (OCLC 313680261).
  - Partie 2 : illustrations, (OCLC 313680267).
- Die demotischen Gebelen-Urkunden der Heidelberger Papyrus-Sammlung (= Veröffentlichungen aus der Heidelberger Papyrus-Sammlung, Heidelberger Akademie der Wissenschaften, Philosophisch-Historische Klasse. Nouvelle série, volume 4). C. Winter, Heidelberg, 1964, (OCLC 917064650).
- Ägyptische Handschriften, Partie 1 (= Verzeichnis der orientalischen Handschriften in Deutschland. volume 19,1). Steiner, Stuttgart, 1971, (OCLC 605960713).
- Die Giessener hieroglyphischen und demotischen Texte (= Kurzberichte aus den Papyrus-Sammlungen. Nummer 42). Bibliothèque universitaire, Gießen, 1986, (OCLC 614653705).
- Ägyptische Handschriften, volume 3 (= Verzeichnis der orientalischen Handschriften in Deutschland. Band 19,3). Steiner, Stuttgart, 1986,  (ISBN 3515024425).
- Land und Leute am Nil nach demotischen Handschriften, Papyri und Ostraka. Gesammelte Schriften (= Ägyptologische Abhandlungen. volume 71), Harrassowitz, Wiesbaden, 2009,  (ISBN 978-3-447-06011-0).